# Павел Майков
Павел Майков е руски актьор.

## Биография
Роден е на 15 октомври 1975 година в град Митишчи, Московска област. Брат е на руската певица Анастасия Стоцкая.
Завършва средно училище през 1992 година. Постъпва във Факултета по актьорско майсторство на ГИТИС в Москва през 1994 г.
Актьор е в театър „Моссъвет“ в Москва. Първата си главна роля получава в сериала „Бригада“ (2002), после играе в сериала „Курсанти“ (2004).
Женен е 3 пъти, висок 184 см, сини очи и руса коса. Обича музиката, телевизията.